# Ângulo de caster

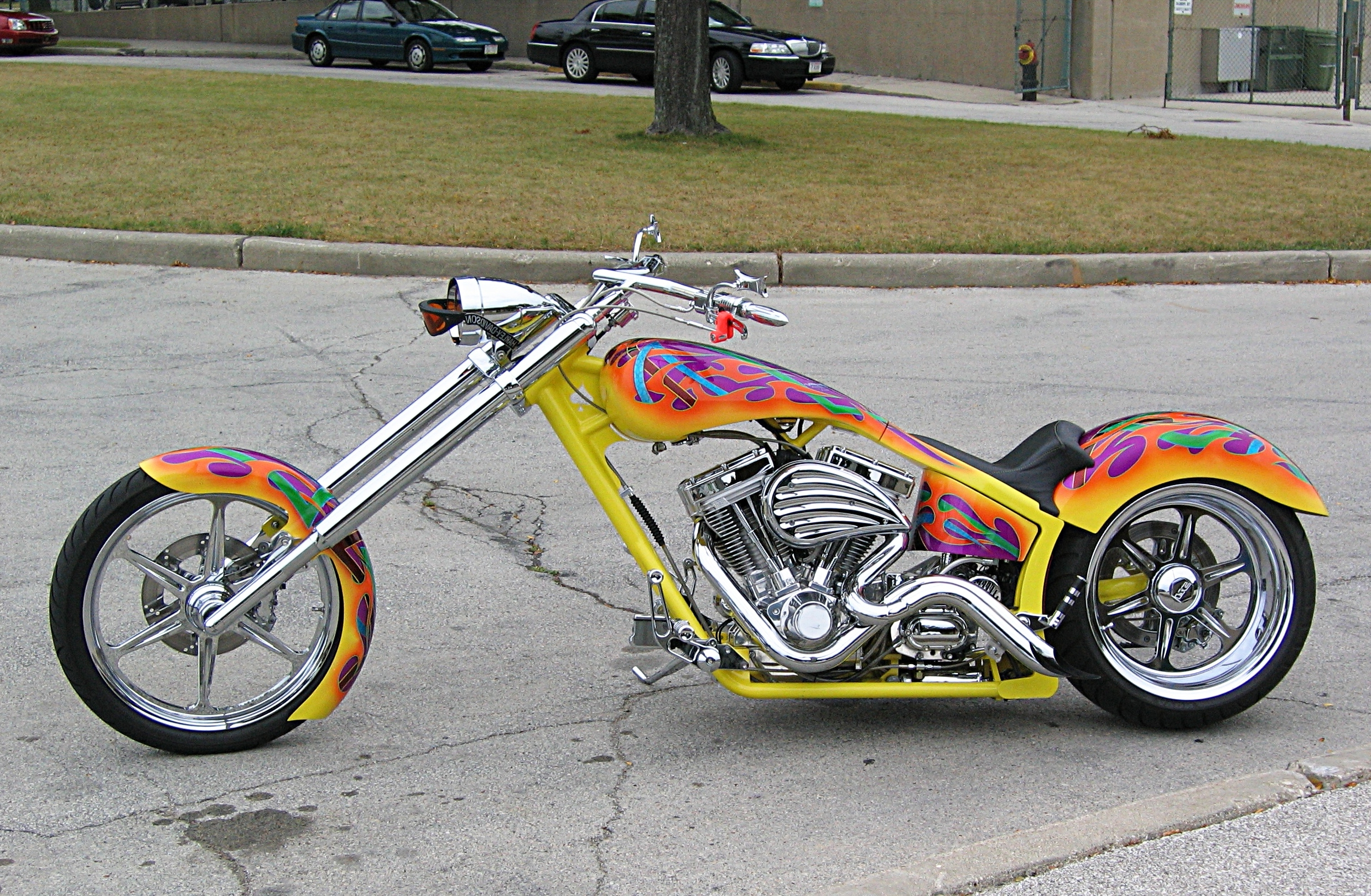
Um exemplo em uma motocicleta

Ângulo de caster (português brasileiro) ou ângulo de avanço (português europeu) é a disposição angular do eixo vertical da suspensão de uma roda em um carro, moto ou outro veículo, medido na direção longitudinal. É o ângulo entre a linha pivô (uma linha imaginária que passa pelo centro  do eixo superior e o eixo inferior da suspensão) e a vertical.

## Aplicações

### Carro
Alguns carros de corrida têm seu ângulo de caster ajustado com o objetivo de otimizar o desempenho do carro em situações distintas de competição.

### Moto
O ângulo de caster influencia diretamente na dirigibilidade de uma moto, pois é ele quem dá elasticidade a ciclística, em motos custom (estradeiras), o ângulo de caster é maior, proporcionando melhor estabilidade em altas velocidades, porém dificultando as manobras e a pilotagem em baixa velocidade. Já nas motos esportivas ou, na maior parte dos modelos existentes no mercado, o ângulo de caster é menor, possibilitando melhor manobrabilidade e estabilidade em baixas velocidades, porém instabilidade em altas velocidades. As motos esportivas atingem velocidades elevadas, para compensar o baixo ângulo de caster, a suspensão é desenvolvida de maneira a absorver ao máximo as irregularidades do piso e, geralmente é adotado o amortecedor de direção visando evitar as instabilidades (vibrações) do guidão com a possíveis ocorrências do "shimming".